# 막시 고메스
막시 고메스(Maxi Gómez, 1996년 8월 14일 ~)는 우루과이의 축구 선수로 현재 스페인 라리가의 카디스에서 공격수로 뛰고 있다.